# Netelia arcanus
Netelia arcanus là một loài tò vò trong họ Ichneumonidae.